# Сеттер, Лейф
Лейф Ро́берт Се́ттер (швед. Leif Robert Sätter; род. 8 августа 1961) — шведский кёрлингист.
В составе мужской сборной команды Швеции участник и серебряный призёр чемпионата мира 1994.
Играл в основном на позиции первого.

## Достижения
- Чемпионат мира по кёрлингу среди мужчин: серебро (1994).
- Чемпионат Швеции по кёрлингу среди ветеранов: золото (2003), бронза (2014).

## Команды
| Сезон   | Четвёртый       | Третий     | Второй          | Первый          | Запасной     | Турниры            |
| ------- | --------------- | ---------- | --------------- | --------------- | ------------ | ------------------ |
| 1993—94 | Ян-Улов Нессен  | Андерс Лёф | Микаэль Юнгберг | Лейф Сеттер     | Эрьян Юнссон | ЧМ 1994            |
| 1997—98 | Martin Mattsson | Андерс Лёф | Лейф Сеттер     | Микаэль Юнгберг |              |                    |
| 2002—03 | Ян-Улов Нессен  | Андерс Лёф | Микаэль Юнгберг | Лейф Сеттер     |              | ЧШВ 2003           |
| 2008—09 | Ян-Улов Нессен  | Андерс Лёф | Микаэль Юнгберг | Лейф Сеттер     |              |                    |
| 2012—13 | Ян-Улов Нессен  | Андерс Лёф | Микаэль Юнгберг | Лейф Сеттер     |              | ЧШВ 2013 (5 место) |
| 2013—14 | Ян-Улов Нессен  | Андерс Лёф | Микаэль Юнгберг | Лейф Сеттер     |              | ЧШВ 2014           |

(скипы выделены полужирным шрифтом)